# Aequatoria associata
Aequatoria associata är en skalbaggsart som beskrevs av Waterhouse 1881. Aequatoria associata ingår i släktet Aequatoria och familjen Rutelidae. Inga underarter finns listade i Catalogue of Life.